# Route nationale 815
La route nationale 815 ou RN 815 était une route nationale française reliant Caen à Saint-Maclou. À la suite de la réforme de 1972, elle a été renumérotée RN 175 (RD 675 depuis 2006).

## Ancien tracé de Caen à Saint-Maclou (D 675)
- Caen
- Sannerville
- Troarn
- Saint-Samson
- Dozulé
- Angerville
- Annebault
- Reux
- Pont-l'Évêque
- Saint-Benoît-d'Hébertot
- Beuzeville
- Saint-Maclou